# Karla Schramm

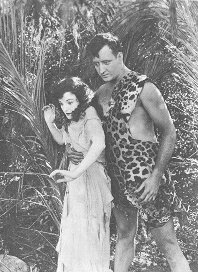
Karla Schramm con Gene Pollar in The Revenge of Tarzan (1920)

Karla Schramm (Los Angeles, 1º febbraio 1891 – Los Angeles, 17 gennaio 1980) è stata un'attrice cinematografica statunitense, attiva all'epoca del cinema muto.

## Biografia
A ventinove anni è stata fra le attrici che hanno interpretato il ruolo dell'eroina Jane Parker nella saga cinematografica sul personaggio letterario di Tarzan: segnatamente, The Revenge of Tarzan e The Son of Tarzan, entrambi del 1920.
Suo primo partner in veste di Tarzan fu Gene Pollar, mentre nel secondo episodio fu a fianco di P. Dempsey Tabler.
È stata la seconda attrice a impersonare per il cinema l'avventuroso ruolo di Jane e, insieme all'attrice Brenda Joyce, attiva però dopo di lei, la sola a recitare la parte di Jane al fianco di attori diversi impegnati nel ruolo di Tarzan.
Ha vissuto a lungo a Newport Beach (California), città nella quale sono conservate le sue ceneri.

## Filmografia
- Her Majesty, The American (1919)
- Broken Blossoms (1919)
- The Revenge of Tarzan (1920)
- The Son of Tarzan (1920)